# Élections municipales de 2013 au Saguenay–Lac-Saint-Jean
Les élections municipales québécoises de 2013 se déroulent le 3 novembre 2013. Elles permettent d'élire les maires et les conseillers de chacune des municipalités locales du Québec, ainsi que les préfets de quelques municipalités régionales de comté.

## Saguenay–Lac-Saint-Jean

### Ferland-et-Boilleau
| Candidats pour la mairie | Vote            | %               |
| ------------------------ | --------------- | --------------- |
| Hervé Simard             | Sans opposition | Sans opposition |

### Girardville
| Candidats pour la mairie | Vote            | %               |
| ------------------------ | --------------- | --------------- |
| Michel Perreault         | Sans opposition | Sans opposition |

### Hébertville
| Candidats pour la mairie       | Vote | %     |
| ------------------------------ | ---- | ----- |
| Doris Lavoie (Sortante)        | 718  | 53,46 |
| Réal Larouche                  | 489  | 36,41 |
| Jean-Carmel Lajoie             | 136  | 10,13 |
| Taux de participation : 65,3 % |      |       |

### Hébertville-Station
| Candidats pour la mairie       | Vote | %     |
| ------------------------------ | ---- | ----- |
| Réal Côté (Sortant)            | 548  | 90,58 |
| Serge Martel                   | 57   | 9,42  |
| Taux de participation : 63,2 % |      |       |

### L'Anse-Saint-Jean
| Candidats pour la mairie       | Vote | %     |
| ------------------------------ | ---- | ----- |
| Lucien Martel                  | 599  | 66,56 |
| Claude Boucher (Sortant)       | 301  | 33,44 |
| Taux de participation : 73,6 % |      |       |

### L'Ascension-de-Notre-Seigneur
| Candidats pour la mairie | Vote            | %               |
| ------------------------ | --------------- | --------------- |
| Louis Ouellet (Sortant)  | Sans opposition | Sans opposition |

### La Doré
| Candidats pour la mairie  | Vote            | %               |
| ------------------------- | --------------- | --------------- |
| Jacques Asselin (Sortant) | Sans opposition | Sans opposition |

### Labrecque
| Candidats pour la mairie       | Vote | %     |
| ------------------------------ | ---- | ----- |
| Eric Simard                    | 326  | 40,85 |
| Valère Boivin                  | 240  | 30,08 |
| Daniel Perron (Sortant)        | 232  | 29,07 |
| Taux de participation : 71,7 % |      |       |

### Lac-Bouchette
| Candidats pour la mairie       | Vote | %     |
| ------------------------------ | ---- | ----- |
| Ghislaine M.-Hudon             | 409  | 55,57 |
| Benoît Gélinas (Sortant)       | 280  | 38,04 |
| Samuel Gaudreault              | 47   | 6,39  |
| Taux de participation : 65,4 % |      |       |

### Lamarche
| Candidats pour la mairie       | Vote | %     |
| ------------------------------ | ---- | ----- |
| Gilbert Savard                 | 174  | 44,73 |
| Laval Morel                    | 169  | 43,44 |
| Laurent Boucher                | 46   | 11,83 |
| Taux de participation : 68,2 % |      |       |

### Larouche
| Candidats pour la mairie | Vote            | %               |
| ------------------------ | --------------- | --------------- |
| Réjean Bédard (Sortant)  | Sans opposition | Sans opposition |

### Métabetchouan–Lac-à-la-Croix
| Candidats pour la mairie       | Vote  | %     |
| ------------------------------ | ----- | ----- |
| Lawrence Potvin                | 1 084 | 45,24 |
| José Dufour                    | 730   | 30,47 |
| Lili Simard (Sortant)          | 582   | 24,29 |
| Taux de participation : 70,4 % |       |       |

### Normandin
| Candidats pour la mairie       | Vote  | %     |
| ------------------------------ | ----- | ----- |
| Mario Fortin                   | 1 311 | 80,98 |
| Daniel Bilodeau                | 308   | 19,02 |
| Taux de participation : 65,6 % |       |       |

### Notre-Dame-de-Lorette
| Candidats pour la mairie       | Vote | %     |
| ------------------------------ | ---- | ----- |
| Daniel Tremblay (Sortant)      | 93   | 62,00 |
| Lyna Bouchard                  | 57   | 38,00 |
| Taux de participation : 82,3 % |      |       |

### Péribonka
| Candidats pour la mairie | Vote            | %               |
| ------------------------ | --------------- | --------------- |
| Ghislain Goulet          | Sans opposition | Sans opposition |

### Petit-Saguenay
| Candidats pour la mairie       | Vote | %     |
| ------------------------------ | ---- | ----- |
| Ginette Côté                   | 292  | 67,75 |
| Thérèse Gaudreault (Sortant)   | 139  | 32,25 |
| Taux de participation : 69,0 % |      |       |

### Rivière-Éternité
| Candidats pour la mairie | Vote            | %               |
| ------------------------ | --------------- | --------------- |
| Rémi Gagné (Sortant)     | Sans opposition | Sans opposition |

### Roberval
| Candidats pour la mairie       | Vote  | %     |
| ------------------------------ | ----- | ----- |
| Guy Larouche                   | 2 388 | 50,24 |
| Michel Larouche (Sortant)      | 2 284 | 48,05 |
| Francis Vallée                 | 81    | 1,70  |
| Taux de participation : 51,3 % |       |       |

### Saguenay
| Partis                         | Partis                                                 | Candidats pour la mairie | Vote   | %     |
| ------------------------------ | ------------------------------------------------------ | ------------------------ | ------ | ----- |
|                                | Indépendant                                            | Jean Tremblay (Sortant)  | 41 028 | 63,04 |
|                                | Équipe Paul Grimard - Équipe du renouveau démocratique | Paul Grimard             | 24 050 | 36,96 |
| Taux de participation : 56,9 % |                                                        |                          |        |       |

### Saint-Ambroise
| Candidats pour la mairie        | Vote  | %     |
| ------------------------------- | ----- | ----- |
| Dino Lapointe                   | 1 258 | 71,72 |
| Réjean Delisle                  | 496   | 28,28 |
| Taux de participation : 59,30 % |       |       |

### Saint-André-du-Lac-Saint-Jean
| Candidats pour la mairie | Vote            | %               |
| ------------------------ | --------------- | --------------- |
| Gabriel Martel (Sortant) | Sans opposition | Sans opposition |

### Saint-Bruno
| Réjean Bouchard (Sortant)      | 783 | 64,34 |
| Carl Pilote                    | 434 | 35,66 |
| Taux de participation : 58,8 % |     |       |

### Saint-Charles-de-Bourget
| Michel Ringuette (Sortant)     | 287 | 56,61 |
| Bernard St-Gelais              | 220 | 43,39 |
| Taux de participation : 76,5 % |     |       |

### Saint-David-de-Falardeau
| Candidats pour la mairie | Vote            | %               |
| ------------------------ | --------------- | --------------- |
| Serge Gauthier           | Sans opposition | Sans opposition |

Nomination de Catherine Morissette au poste de maire en janvier 2017.
- Nomination nécessaire en raison de la démission du maire Serge Gauthier pour raisons personnelles en novembre 2016[3].

### Saint-Edmond-les-Plaines
| Candidats pour la mairie  | Vote            | %               |
| ------------------------- | --------------- | --------------- |
| Rodrigue Cantin (Sortant) | Sans opposition | Sans opposition |

### Saint-Eugène-d'Argentenay
| Candidats pour la mairie | Vote            | %               |
| ------------------------ | --------------- | --------------- |
| Michel Villeneuve        | Sans opposition | Sans opposition |

### Saint-Félicien
| Gilles Potvin (Sortant)        | 2 057 | 45,26 |
| Marco Dallaire                 | 1 680 | 36,96 |
| Taux de participation : 55,6 % |       |       |

### Saint-Félix-d'Otis
| Pierre Deslauriers             | 470 | 71,21 |
| Marc Guay (Sortant)            | 190 | 28,79 |
| Taux de participation : 65,8 % |     |       |

### Saint-François-de-Sales
| Cindy Plourde                  | 208 | 47,60 |
| Jean-Pierre Tremblay           | 161 | 36,84 |
| Victor Desgagné                | 68  | 15,56 |
| Taux de participation : 73,1 % |     |       |

### Saint-Fulgence
| Candidats pour la mairie | Vote            | %               |
| ------------------------ | --------------- | --------------- |
| Gilbert Simard (Sortant) | Sans opposition | Sans opposition |

### Saint-Gédéon
| Jean-Paul Boucher (Sortant)    | 687 | 54,74 |
| Michel Simard                  | 568 | 45,26 |
| Taux de participation : 68,8 % |     |       |

### Saint-Henri-de-Taillon
| Candidats pour la mairie | Vote            | %               |
| ------------------------ | --------------- | --------------- |
| André Paradis (Sortant)  | Sans opposition | Sans opposition |

### Saint-Honoré
| Bruno Tremblay                 | 1 287 | 51,73 |
| Laurent Tremblay               | 708   | 28,46 |
| Raymond-Marie Mallette         | 493   | 19,82 |
| Taux de participation : 58,3 % |       |       |

### Saint-Ludger-de-Milot
| Candidats pour la mairie | Vote            | %               |
| ------------------------ | --------------- | --------------- |
| Marc Laliberté (Sortant) | Sans opposition | Sans opposition |

### Saint-Nazaire
| Candidats pour la mairie | Vote            | %               |
| ------------------------ | --------------- | --------------- |
| Martin Sauvé (Sortant)   | Sans opposition | Sans opposition |

### Saint-Prime
| Lucien Boivin                  | 839 | 62,24 |
| Gemma Lamontagne               | 509 | 37,76 |
| Taux de participation : 63,3 % |     |       |

### Saint-Stanislas
| Candidats pour la mairie | Vote            | %               |
| ------------------------ | --------------- | --------------- |
| Mario Biron (Sortant)    | Sans opposition | Sans opposition |

### Saint-Thomas-Didyme
| Candidats pour la mairie | Vote            | %               |
| ------------------------ | --------------- | --------------- |
| Denis Tremblay (Sortant) | Sans opposition | Sans opposition |

### Sainte-Hedwidge
| Gilles Toulouse (Sortant)      | 287 | 53,05 |
| Clermont Laflamme              | 254 | 46,95 |
| Taux de participation : 63,3 % |     |       |

### Sainte-Jeanne-d'Arc
| Yvan Pilote (Sortant)          | 364 | 61,59 |
| Denise Lamontagne              | 227 | 38,41 |
| Taux de participation : 65,1 % |     |       |

### Sainte-Monique
| Dolorès Boily                  | 317 | 56,61 |
| Georges Bouchard (Sortant)     | 243 | 43,39 |
| Taux de participation : 78,8 % |     |       |

### Sainte-Rose-du-Nord
| Laurent Thibeault (Sortant)    | 172 | 61,21 |
| Lawrence Villeneuve            | 109 | 38,79 |
| Taux de participation : 69,1 % |     |       |